# サラゴサの写本
『サラゴサの写本』（サラゴサのしゃほん、原題：Rękopis znaleziony w Saragossie, 英題：The Saragossa Manuscript）は、1965年のポーランド映画。

## 概要
ヤン・ポトツキ が1815年に発表した同名小説をヴォイチェフ・イエジー・ハスが映画化。

## キャスト
- ズビグニエフ・チブルスキー：アルフォンソ・ヴァン・ワーデン
- イガ・チェンブリシンスカ：エミーナ女王
- ヨハナ・イェドリカ：チベルダ